# Sphaerodactylus bromeliarum
Sphaerodactylus bromeliarum este o specie de șopârle din genul Sphaerodactylus, familia Gekkonidae, descrisă de Wilhelm Peters și Schwartz 1977. Conform Catalogue of Life specia Sphaerodactylus bromeliarum nu are subspecii cunoscute.